# ريتشارد جيمسون سكوت
ريتشارد جيمسون سكوت هو محامي كندي، ولد في 20 مارس 1938.